# Crewkerne
Crewkerne ist eine Stadt und ein Civil parish in der Unitary Authority Somerset in England. Crewkerne ist 25,8 km von Taunton entfernt. Im Jahr 2022 hatte es 7335 Einwohner.
Crewkerne wurde 1086 im Domesday Book als Cruche/Chruca/Cruca/Crucca/Crucche erwähnt.

## Persönlichkeiten
- Joshua Fry (1700–1754), Geodät, Politiker und Offizier